# Grupa śląska (PZPR)
Grupa śląska – nieformalna grupa w kierownictwie PZPR, uformowała się w drugiej połowie lat sześćdziesiątych XX w.
Gromadziła pragmatycznie zorientowanych młodych technokratów, pochodzących z aparatu terenowego i centralnego. Grupa odwoływała się (często w sposób zawoalowany) do haseł populistycznych. Liderem grupy był określany jako „dobry gospodarz” w województwie katowickim I Sekretarz KW PZPR w Katowicach Edward Gierek.